# Municipio de Rochester (Indiana)
El municipio de Rochester (en inglés: Rochester Township) es un municipio ubicado en el condado de Fulton en el estado estadounidense de Indiana. En el año 2010 tenía una población de 10181 habitantes y una densidad poblacional de 46,82 personas por km².

## Geografía
El municipio de Rochester se encuentra ubicado en las coordenadas 41°3′11″N 86°14′26″O / 41.05306, -86.24056. Según la Oficina del Censo de los Estados Unidos, el municipio tiene una superficie total de 217.43 km², de la cual 213.86 km² corresponden a tierra firme y (1.64%) 3.57 km² es agua.

## Demografía
Según el censo de 2010, había 10181 personas residiendo en el municipio de Rochester. La densidad de población era de 46,82 hab./km². De los 10181 habitantes, el municipio de Rochester estaba compuesto por el 96.18% blancos, el 0.66% eran afroamericanos, el 0.37% eran amerindios, el 0.7% eran asiáticos, el 0.03% eran isleños del Pacífico, el 0.85% eran de otras razas y el 1.21% pertenecían a dos o más razas. Del total de la población el 2.97% eran hispanos o latinos de cualquier raza.